# Секстант A
Секстант А — це карликова галактика неправильної форми. Вона має незвичний вигляд квадрату. Схоже, такий вигляд галактика отримала внаслідок зіткнення з іншою галактикою. Розмір близько 5 тисяч світлових років. Відстань від Землі — 4.3 млн світлових років
| NGC 4414 | Це незавершена стаття про галактику. Ви можете допомогти проєкту, виправивши або дописавши її. |